# Iwar Wiklander
Bengt Iwar Wiklander, född 30 maj 1939 i Örgryte, Göteborg, är en svensk skådespelare. Han var gift med Birgitta Ulfsson.

## Biografi
Wiklander växte upp i Nossebro och var redan under skoltiden intresserad av teater. 1957–1960 utbildade han sig vid Calle Flygares teaterskola. Han gjorde sin professionella debut 1959 hos Kar de Mumma och turnerade också med denne. Efter en kort sejour vid Stockholms stadsteater övergick han 1964 till Folkteatern i Göteborg. Han lämnade Folkteatern 1970 för att bli chef för Riksteatern i Växjö. Han lämnade denna post 1973 för att gå tillbaka till Folkteatern. Han var därefter teatern trogen fram tills han gick i pension 1998. Han var också periodvis (1973–1976 och 1987–1991) teaterns chef.
Wiklander har även haft ett flertal roller i olika TV- och filmproduktioner. Han spelade en konsumföreståndare i Kjell Sundvalls TV-film Dom unga örnarna (1982), flottist i Vilgot Sjömans Hur ska det gå för Pettersson? (1984) samt som chef för kriminalroteln i filmerna om Kommissarie Winter.
Han är sedan 1993 professor i talgestaltning vid Teater- och operahögskolan i Göteborg. Han tilldelades Litteris et Artibus 2008.

## Filmografi
- 1963 – Åsa-Nisse och tjocka släkten
- 1963 – Mordvapen till salu
- 1964 – Henrik IV
- 1970 – Ann och Eve - de erotiska
- 1972 – Barnen i Höjden (TV-serie)
- 1974 – Förr visste jag precis (TV-serie)
- 1975 – Gyllene år (TV-serie)
- 1975 – Jourhavande (TV-serie)
- 1977 – Dom i målet
- 1978 – Lyftet
- 1979 – Skeppsredaren (TV-serie)
- 1981 – Pappa och himlen
- 1981 – Dom unga örnarna
- 1981 – Fem dagar i december (TV-serie)
- 1982 – Jakten på den magiska knappen
- 1983 – Berget på månens baksida
- 1983 – Nilla (TV-serie)
- 1984 – Hur ska det gå för Pettersson? (TV-serie)
- 1985 – August Strindberg: Ett liv (TV-serie)
- 1986 – Bröderna Mozart
- 1986 – Gösta Berlings saga (TV-serie)
- 1990 – Bulan
- 1991 – Under isen
- 1991 – Farlig vision
- 1991 – Trappen (TV-serie)
- 1992 – Damen i handskdisken
- 1993 – En dag på stranden
- 1993 – Konsulten
- 1994 – Bara du & jag
- 1995 – Alfred
- 1996 – Polisen och pyromanen (TV-serie)
- 1997 – Glappet (TV-serie)
- 1998 – Hela härligheten
- 2001 – Kommissarie Winter (TV-serie) (till och med 2004)
- 2002 – Suxxess
- 2003 – En ö i havet (TV-serie)
- 2003 – Björnbröder
- 2004 – Fyra nyanser av brunt
- 2005 – Harrys döttrar
- 2005 – En decemberdröm (TV-serie)
- 2006 – AK3 (TV-serie)
- 2007 – Höök (TV-serie)
- 2007 – Upp till kamp (TV-serie)
- 2007 – August (TV-serie)
- 2010 – Sound of Noise
- 2010 – Fyra år till
- 2011 – En enkel till Antibes
- 2012 – One
- 2013 – Tyskungen
- 2013 – Hundraåringen som klev ut genom fönstret och försvann
- 2014 – Torpederna (TV-serie)
- 2016 – Hundraettåringen som smet från notan och försvann
- 2018 – Den döende detektiven  (TV-serie)

## Teater

### Roller
| År   | Roll                  | Produktion                                   | Regi                            | Teater                   |
| ---- | --------------------- | -------------------------------------------- | ------------------------------- | ------------------------ |
| 1964 | Abdil Sir Harolds son | Skärmarna (Les Paravents) Jean Genet         | Per Verner-Carlsson             | Stockholms stadsteater   |
| 1965 | Donnie Barker         | De kärlekslösa William Inge                  | Helge Hagerman                  | Folkteatern, Göteborg    |
| 1965 | Yngligen              | De ärelystna André Roussin                   | Kurt-Olof Sundström             | Folkteatern, Göteborg    |
| 1965 | Simon Bliss           | Höfeber Noël Coward                          | Kurt-Olof Sundström             | Folkteatern, Göteborg    |
| 1965 | Furst Vladimir        | Lyckan på spel Françoise Sagan               | Hans Bergström                  | Fredriksdalsteatern      |
| 2001 |                       | Albert Speer David Edgar                     | Jasenko Selimović               | Göteborgs stadsteater    |
| 2005 | James Tyrone sr       | Lång dags färd mot natt Eugene O'Neill       | Olof Lindqvist                  | Göteborgs stadsteater    |
| 2005 |                       | Ett drömspel August Strindberg               | Etienne Glaser                  | Göteborgs Stadsteater    |
| 2007 | Joe Keller            | Alla mina söner (All my sons ) Arthur Miller | Björn Melander                  | Teater Västmanland       |
| 2007 | Domingo               | Don Carlos Friedrich Schiller                | Eva Bergman                     | Göteborgs stadsteater    |
| 2009 | Vladimir              | I väntan på Godot Samuel Beckett             | Henric Holmberg                 | Göteborgs stadsteater    |
| 2010 |                       | Familjen Tracy Letts                         | Peter Dalle                     | Göteborgs stadsteater    |
| 2013 | John                  | Som löven i Vallombrosa Lars Norén           | Vibeke Bjelke                   | Dramaten                 |
| 2014 |                       | Faust och Faustin and out Elfriede Jelinek   | Hilda Hellwig                   | Göteborgs stadsteater    |
| 2016 | Thommy                | Kärleksbrev A.R. Gurney                      | Birgitta Ulfsson Iwar Wiklander | Kulturhuset Stadsteatern |
| 2017 |                       | Den goda människan i Sezuan Bertolt Brecht   | Frida Röhl                      | Folkteatern, Göteborg    |
| 2019 | Oinone                | Fedra/Hippolytos Tora von Platen             | Tatu Hämäläinen                 | Dramaten                 |

## Priser och utmärkelser
- 1981 – Vilhelm Moberg-stipendiet
- 1990 – Carl Åkermarks stipendium
- 1995 – De Wahl-stipendiet
- 2008 – Litteris et Artibus[2]